# Land Transport New Zealand
Land Transport New Zealand (Land Transport NZ) (Māori: Ikiiki Whenua Aotearoa) war ein staatseigenes Unternehmen in Neuseeland mit Sitz in Wellington. Aufgabe des Unternehmens war es, für Planung, Entwicklung, Ausbau und Sicherheit des Verkehrswegesystems in Neuseeland zu sorgen. Neben dem Hauptsitz in Wellington betrieb Land Transport NZ sieben weitere Büros in größeren Städten über das Land verteilt.
Das Unternehmen wurde 2004 unter dem Land Transport Management Act 2003 als Crown Entity gegründet und dem Ministry of Transport (Ministerium für Transportwesen) unterstellt. Vier Jahre später wurde Land Transport New Zealand zusammen mit Transit New Zealand in die am 1. August 2008 neu gegründete New Zealand Transport Agency überführt.

## Aufgaben
Land Transport NZ wollte ein aktives Bindeglied zwischen dem Gesetzgeber und dem operativen Transportsektor sein und war zuständig für:
- Registrierung von Fahrzeugen für den privaten sowie kommerziellen Bereich
- Erteilung von Fahrerlaubnissen
- Unterstützung von Partner die für Land Transport NZ Aufgaben übernahmen
- Gewährleistung von sicheren Transportmöglichkeiten und Transportwegen
- Unterstützung und Ratgeber der Regierung